# Federazione calcistica delle Bahamas
La Federazione calcistica delle Bahamas, ufficialmente Bahamas Football Association (BFA), fondata nel 1967, è il massimo organo amministrativo del calcio nelle Bahamas. Affiliata alla FIFA dal 1968 e alla CONCACAF dal 1973, essa è responsabile della gestione del campionato di calcio delle Bahamas e della nazionale di calcio delle Bahamas.